# Джими Джъмп
Джими Джъмп (на английски: Jimmy Jump), чието истинско име е Жауме Маркет Кот (на испански: Jaume Marquet Cot) е бивш агент на недвижими имоти, който от няколко години нахлува на терена по време на различни спортни събития. За разлика от стрийкърите, той не се съблича гол. Той е т.нар. джъмпър (скачач) – човек, който прескача бариери и препятствия, за да излезе на терена. Целта му е да забавлява зрителите и да пропагандира за мир. Джими Джъмп е фен на ФК Барселона, а запазената му марка е червената каталонска шапчица.

## По-известни изяви
- Първата проява на Джими Джъмп е през 2002 г., когато нахлува на терена на Камп Ноу по време на бенефисния мач на Абелардо.[3]
- На 9 май 2004 г. по време на загряващата обиколка преди началото на Голямата награда на Испания, той започва да тича по старт-финалната права с транспарат против един културен проект в Барселона.[4] Хванат чак след тридесетина секунди и получава много критики заради създадената от него опасност за пилотите.
- На финала на Евро 2004 между отборите на Португалия и Гърция на 4 юли 2004 г. Джими Джъмп се появява на терена в 86-ата минута, размахвайки флаг на Барселона. Той го хвърля по Луиш Фиго (който през 2000 г. преминава от Барселона в кръвния враг Реал Мадрид) и продължава да тича. След като успява да се измъкне от няколко стюарда, скача в гръцката врата.[5]
- На финала за Купа Дейвис между Испания и САЩ през декември същата година, Джими прави опит да нахлупи шапка на Карлос Моя.[6]
- В последните минути на полуфиналния мач реванш от Шампионската лига между Ливърпул и Челси на 3 май 2005 г. Джими Джъмп и Алберт Морено, негов приятел от Барселона, нахлуват на терена, а единият от тях се вкопчва за една от гредите.[7]
- На 19 ноември 2005 г. прекъсва срещата между Реал Мадрид и Барселона.
- На 17 май 2006, по време на финала на Шампионската лига между Барселона и Арсенал, Джими Джъмп дава на Тиери Анри фланелка на Барселона с номер 14 и името на Анри (година по-късно Анри преминава именно в Барселона и взима номер 14).[8] Джими е глобен с 60100 евро от испанската комисия за борба със спортното хулиганство. (видео)
- Джими има още един финал на Шампионската лига на сметката си: На 23 май 2007 г. слиза на терена на Олимпийския стадион в Атина с гръцкото знаме през второто полувреме на мача между Милан и Ливърпул и мята шапката си към Пепе Рейна. Проявата му обаче не е отразена в прякото излъчване на срещата, защото УЕФА прави опити да не насърчава подобни изпълнения.[9] (видео)
- На 15 август 2007 г. малко преди края на бенефисния мач на Мемет Шол между отборите на Байерн и Барселона Джими Джъмп нахлува на терена, поздравява голмайстора Лионел Меси и му нахлупва червената шапка.[10] (видео)
- На 20 октомври същата година Джими „навестява“ и финала на световното първенство по ръгби във Франция между отборите на Англия и Южна Африка.[11] По време на една т.нар. „спонтанна схватка“ той се опитва да нахлузи шапка на Пърси Монтгомъри.
- На 25 юни 2008 г. Джими Джъмп нахлува на терена в края на полуфиналния мач от Евро 2008 между Германия и Турция. Носейки тениска с надпис „Тибет не е Китай“, той успява да пробяга 80 метра, преди да бъде заловен.[12] Изявата му е цензурирана от УЕФА и не е показана по телевизията с изключение на швейцарския канал SF и германския ZDF и арабския Ал Джазира, които заради лошото време и последвалите смущения в картината използват сигнала от SF. (видео)
- На 1 февруари 2009 г. Джими опитва да вкара гол номер 5000 в историята на Барселона в гостуването на Расинг Сантандер. Самуел Ето'о обаче осуетява плановете му и го извежда извън игрището.[13]
- На мъжкия финал на Ролан Гарос през 2009 г. Джими се появява облечен като фен на Роджър Федерер и се опитва да му сложи каталонската шапка.[14] След това се изплъзва на петима души от охраната и е заловен от шести, след като прескача мрежата.
- През 2010 година се появява на сценатана евровизия по време на представянето на Испания